# 4-甲基环己烯
4-甲基环己烯是一种环烯有机化合物，化学式为C7H12，它是甲基环己烯的三种同分异构体之一。它可由对甲酚氢化为4-甲基环己醇后催化脱水制得。在催化下，它可以和过氧化氢反应，得到4-甲基环己烯氧化物。